# Interior
Interior er en dansk dokumentarfilm fra 1989, der er instrueret af Henrik Wadt Thomsen.

## Handling
En lille musikfilm bygget op i kulisser af papir og pap. En rejse i et hæsblæsende tempo, til en verden hvor virkeligheden forvandles til eller fødes af forvirret galskab - i et badekar?